# Monitoring de la biodiversité en Suisse
 (décembre 2022).
Le Monitoring de la biodiversité en Suisse (MBD) est un programme qui vise à surveiller à long terme l’évolution de la diversité des espèces dans ce pays.

## Description
Le MBD est un programme de l’Office fédéral de l'environnement (OFEV), qui recense l’évolution à long terme de la diversité d’une sélection de groupes d’organismes en Suisse. Il se concentre sur l’inventaire des espèces fréquentes et répandues pour formuler des conclusions fiables sur l’évolution de la diversité biologique dans le paysage ordinaire, ça veut dire que la diversité biologique soit mesurée partout, y compris dans les zones d’exploitation intensive, et non seulement dans des réserves naturelles,.
Ce projet d’observation de l’environnement à long terme est comparable à d’autres programmes nationaux,tels que l’Inventaire forestier national suisse, l’Observation nationale de la qualité des eaux de surface, l’Observatoire national des sols et le Suivi des effets de la protection des biotopes en Suisse. Il existe des programmes similaires de surveillance de la biodiversité au Royaume-Uni (UK Countryside Survey), en France (Observatoire national de la biodiversité) et par exemple dans une région du Canada (Alberta Biodiversity Monitoring).

## Objectifs
Les données du MBD constituent une base essentielle pour la politique nationale de protection de la nature, sans oublier celle relevant d’autres domaines ayant un impact essentiel sur la biodiversité, notamment l’agriculture et la sylviculture. En signant la Convention sur la diversité biologique de l’ONU, la Suisse s’est engagée à surveiller la diversité biologique à long terme.
Le MBD poursuit les objectifs suivants :
- permettre la formulation de conclusions représentatives pour l’ensemble de la Suisse (parfois différenciées selon les régions biogéographiques[10] ou les principales catégories d’utilisation du sol telles que prairies, forêts, zones d’habitation) ;
- surveiller l’évolution de la biodiversité sur l’ensemble du territoire, c’est-à-dire aussi dans les zones d’exploitation intensive, afin d’en dégager des conclusions sur le paysage ordinaire ;
- recenser l’évolution des groupes taxonomiques dans leur intégralité, c’est-à-dire en prenant en compte toutes les espèces, et, ainsi, de compléter les données existantes concernant les espèces rares et menacées ;
- documenter l’évolution de la diversité des espèces et présenter les tendances à long terme.

## Méthodologie

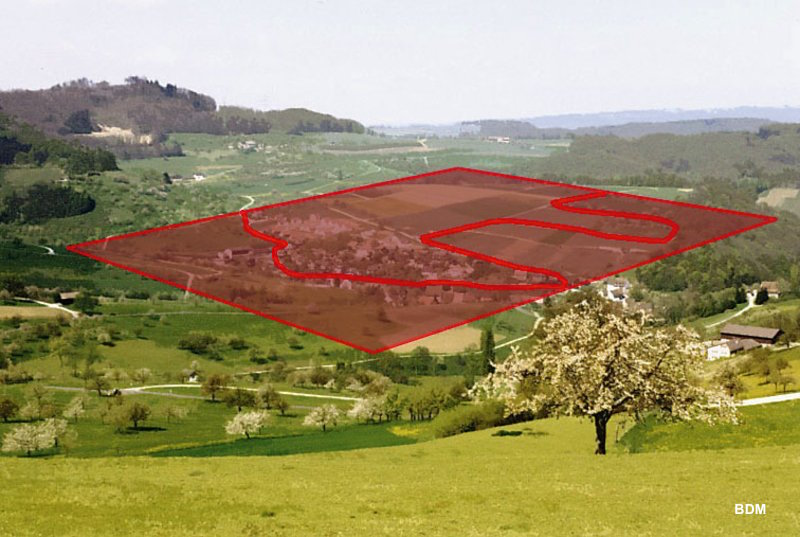
Surface d’échantillonnage d’un kilomètre carré pour l’indicateur «Diversité des espèces dans les paysages» avec tracé du transect

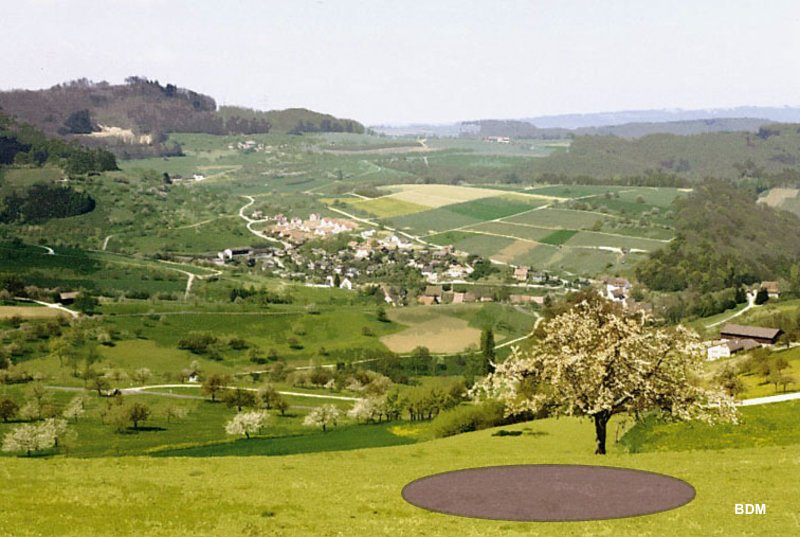
Surface d’échantillonnage de 10 mètres carrés pour l’indicateur «Diversité des espèces dans les habitats»

Le MBD comprend trois réseaux d’échantillonnage à différentes échelles qui couvrent toute la Suisse et offrent un échantillonnage représentatif,.
- Le réseau d’échantillonnage sur la diversité des espèces dans les paysages est constitué d’environ 500 surfaces d’échantillonnage d’un kilomètre carré chacune. Des plantes vasculaires, des papillons diurnes et des oiseaux nicheurs y sont ainsi répertoriés le long d’un transect très précis. Les relevés des oiseaux nicheurs sont coordonnés avec le projet « Monitoring des oiseaux nicheurs répandus (MONiR) »[12] mené par la Station ornithologique suisse de Sempach. Le réseau d’échantillonnage a été densifié dans le Jura et dans le sud du pays afin d’obtenir des données fiables pour ces régions[13].
- Le réseau d'échantillonnage sur la diversité des espèces dans les habitats est constitué d'environ 1450 points de mesure de dix mètres carrés chacun et distingue les habitats suivants : forêts, prairies et pâturages, zones d’habitation, terres arables, alpages et zones alpines. Toutes les plantes vasculaires observées sont répertoriées sur une surface circulaire[14]. En outre, des échantillons de mousse sont prélevés puis identifiés par une équipe de spécialistes. Des échantillons de sol sont également recueillis afin de recenser en laboratoire la diversité des mollusques[15].
- Le réseau d’échantillonnage sur la diversité des insectes aquatiques comprend quelque 500 transects, d’environ cinq à cent mètres de longueur, de petits cours d’eau. Les larves d’éphéméroptères, de plécoptères et de trichoptères y sont répertoriées[16].

La sélection de groupes d’organismes a été largement évaluée.
Les surfaces d’échantillonnage, dites aussi « surfaces d’observation permanentes », sont localisées avec précision. Un cinquième de toutes les surfaces est échantillonné chaque année, ce qui signifie qu’un nouveau relevé est effectué au même endroit tous les cinq ans. Les plantes vasculaires, les mousses, les mollusques et les oiseaux nicheurs font l’objet de relevés réguliers depuis 2001, les papillons diurnes depuis 2003, et les invertébrés peuplant les cours d’eau depuis 2010. Les sites sur lesquels les espèces ont été recensées sont intégrés dans les banques de données d’InfoSpecies, le Centre suisse d’information sur les espèces (y compris le Centre suisse de cartographie de la faune) qui est chargé de la mise en place du nœud suisse pour le réseau mondial de diffusion d'information sur la biodiversité (GBIF).

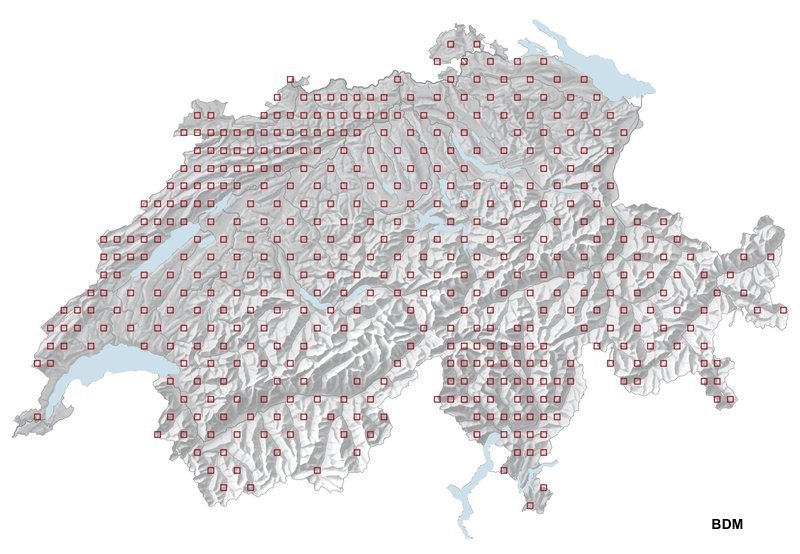
Le réseau d’échantillonnage sur la diversité des espèces dans les paysages.

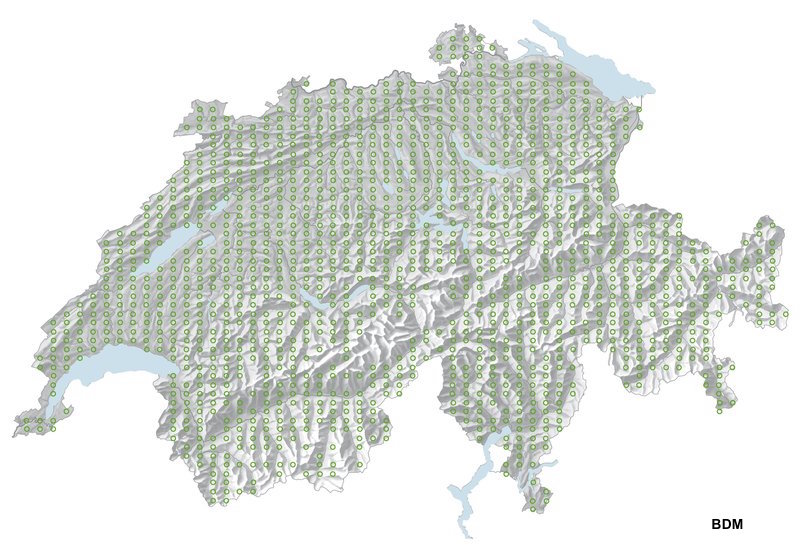
Le réseau d’échantillonnage sur la diversité des espèces dans les habitats.

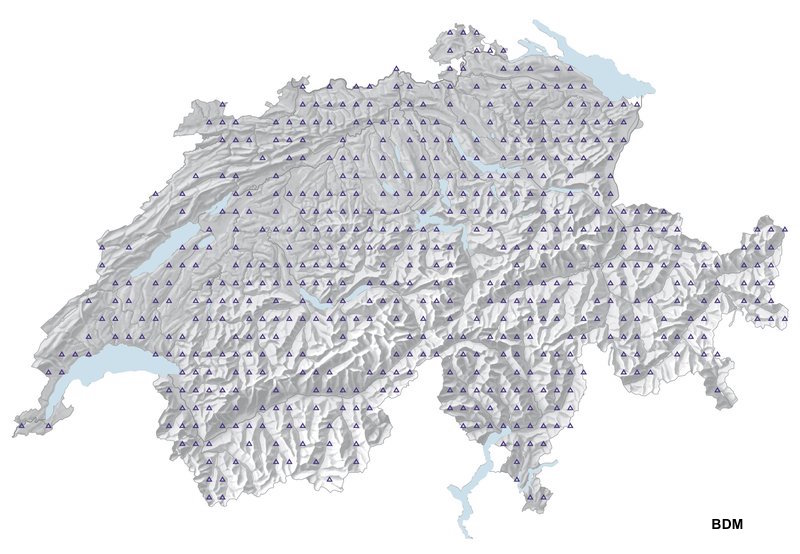
Le réseau d’échantillonnage sur la diversité des insectes aquatiques.

## Indicateurs
Quatre indicateurs sont calculés sur la base des données recueillies:
- L’indicateur Diversité des espèces dans les paysages montre la diversité de la faune et de la flore dans le paysage. Il décrit l’influence des mosaïques de milieux naturels sur la biodiversité.
- L’indicateur Diversité des espèces dans les habitats mesure la diversité des espèces dans différents types de milieux de petite taille, comme des prairies, des forêts ou des zones d’habitation.
- L’indicateur Effectifs d’espèces largement répandues décrit l’évolution de la fréquence d’espèces abondantes. Ces espèces sont primordiales sur le plan écologique, car elles représentent la plus grande partie de la biomasse vivante, constituent une source de nourriture abondante pour d’autres organismes et apportent une contribution essentielle aux services écosystémiques. Elles façonnent leurs milieux naturels, voire des paysages entiers, et leur donnent un aspect caractéristique.
- L’indicateur Diversité des biocénoses examine si les habitats et les paysages tendent à s’uniformiser en Suisse. Il informe par conséquent sur l’hétérogénéité ou l’homogénéité de la biodiversité.

Les données de plusieurs évaluations ciblées sont également disponibles. Elles constituent la base de nombreux projets de recherche scientifiques, par exemple sur la diversité des insectes aquatiques,, les impacts des changements climatiques sur les communautés d’espèces en milieu urbain ou l'influence de l'exploitation agricole sur la diversité des espèces dans le paysage,. Grâce à l’échantillonnage systématique, à la méthodologie standardisée et au caractère à long terme du projet, les données pourront également être utilisées pour répondre à des questions qui sont encore inconnues.
Les données sont en outre intégrées dans les indicateurs européens sur la biodiversité, par exemple l’index européen des papillons diurnes des prairies de l’Agence européenne pour l’environnement. Les données du MBD ont aussi contribué de manière significative à la détermination des limites empiriques d'exposition pour les dépôts d'azote (appelées charges critiques) en Europe dans le contexte de la Convention de la CEE-ONU sur la pollution atmosphérique transfrontière à longue distance (CLRTAP). Le MDB sert de référence aux programmes nationaux comme le programme « Suivi des effets de la protection des biotopes en Suisse » lancé par l’OFEV et l’Institut fédéral de recherches sur la forêt, la neige et le paysage, ou les listes rouges de la Suisse. De plus, la méthode est utilisée par plusieurs monitorings cantonaux,.